# 长梗韭
长梗韭（学名：Allium neriniflorum）为葱科葱属的植物。分布于西伯利亚、蒙古以及中国大陆的辽宁、吉林、黑龙江、河北等地，生长于海拔100米至2,000米的地区，一般生于湿地、草地、山坡以及海边沙地，目前已由人工引种栽培。